# Okręty podwodne typu Seawolf
Okręty podwodne typu Seawolf (inaczej, typ SSN-21) – ostatni zaprojektowany w czasach zimnej wojny typ amerykańskich myśliwskich okrętów podwodnych, stanowiący w swojej dziedzinie szczytowe amerykańskie osiągnięcie technologiczne tego okresu. W napędzanych siłownią jądrową i pędnikiem zamiast śruby okrętach, zastosowano najnowocześniejsze dostępne w latach osiemdziesiątych XX w. technologie.  Dzięki ich zastosowaniu, jednostki SSN-21 – zwłaszcza w zakresie poziomu wyciszenia – do dziś stanowią punkt odniesienia w budownictwie atomowych okrętów tej klasy.   
Budowa okrętów tego typu była elementem realizacji planu reorganizacji floty i powiększenia liczby jednostek United States Navy do 600 okrętów, a także zmiany operacyjnej strategii działania okrętów podwodnych marynarki wojennej Stanów Zjednoczonych. W ramach tego planu zakładano budowę 29 okrętów typu Seawolf, zdolnych do samodzielnej i długotrwałej walki z radzieckimi okrętami podwodnymi w ich arktycznych rejonach operacyjnych, w pobliżu brzegów ZSRR, odpowiednio też do tego celu skonstruowanych i wyposażonych. Zakończenie zimnej wojny i rozpad Związku Radzieckiego, przy bardzo wysokich kosztach budowy tych okrętów, spowodowały jednak anulowanie programu Seawolf po wybudowaniu zaledwie trzech jednostek tego typu.

## Geneza
Po objęciu władzy prezydenckiej w Stanach Zjednoczonych przez Ronalda Reagana, sekretarzem marynarki został John Lehman, którego zadaniem była budowa silniejszej floty. 

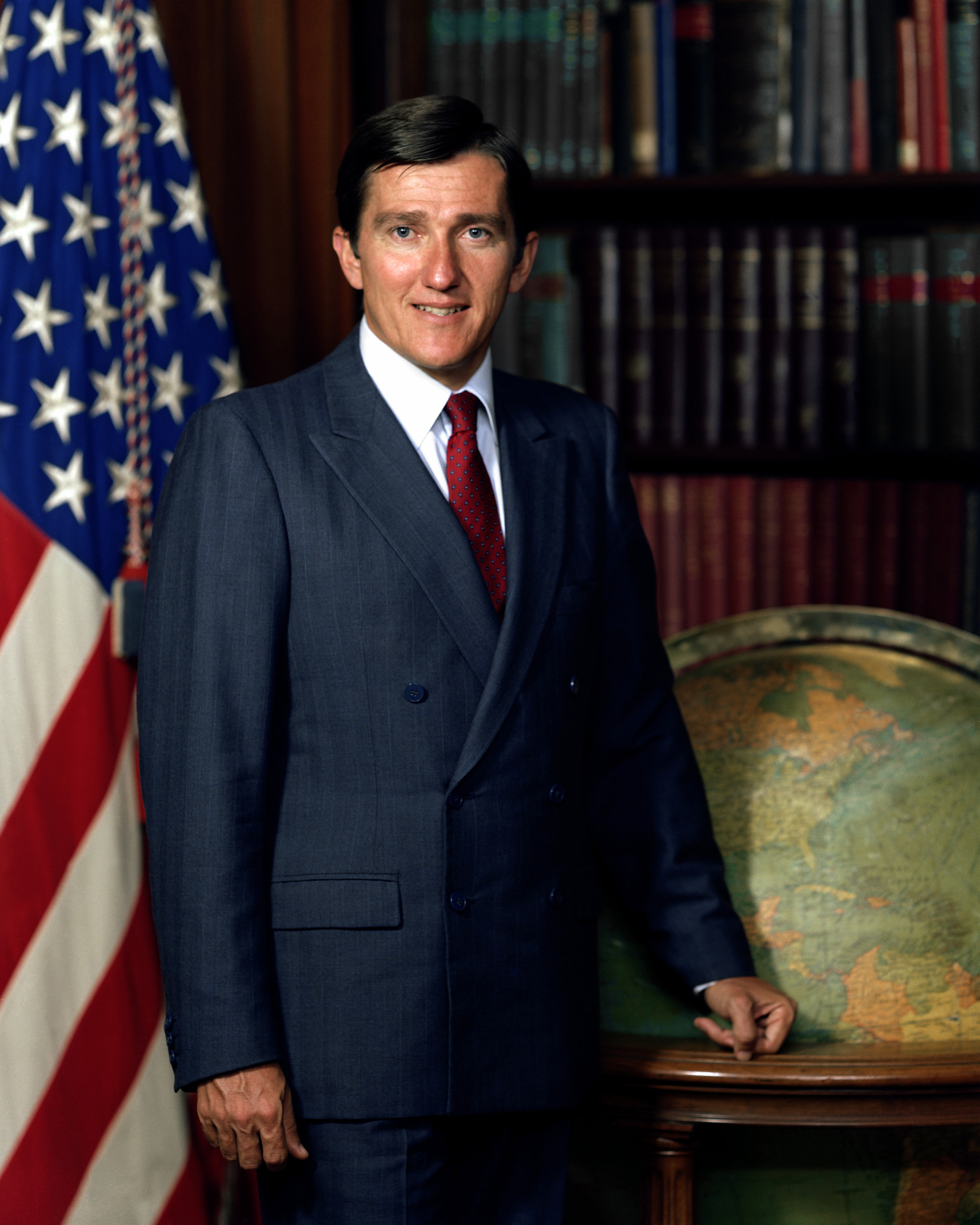
John Lehman

Lehman często określał swój program liczbowym celem: 600 okrętów. Najważniejszym aspektem tego planu była zmiana strategii działania floty na bardziej ofensywną, na terenie zdominowanym do tej pory przez potencjalnego zimnowojennego przeciwnika, marynarkę wojenną Związku Radzieckiego. W zakresie strategii myśliwskich okrętów podwodnych oznaczało to operacje w pobliżu brzegów ZSRR – wewnątrz tzw. bastionów, czyli wyznaczonych i odpowiednio w tym celu chronionych miejscach operacji radzieckich okrętów przenoszących pociski balistyczne SLBM. Mimo że cele sekretarza były zbieżne z poglądami faktycznie kierującego programami okrętów podwodnych US Navy admirała Hymana Rickovera, te dwie silne osobowości zaczęły kolidować ze sobą, skutkiem czego sekretarz marynarki zmusił do odejścia na emeryturę kontrowersyjnego i najdłużej służącego admirała w historii US Navy. Dzięki zakulisowym działaniom w Kongresie, sekretarzowi Lehmanowi udało się tym samym dokonać rzeczy, której nie było w stanie zrobić wielu jego poprzedników. Sukces Lehamana w tym względzie rozładował istniejące w marynarce rozgoryczenie spowodowane poczynaniami Rickovera w latach siedemdziesiątych, w tym zwłaszcza związanymi z programem w dużej mierze rewolucyjnego okrętu CONFORM. Po usunięciu admirała możliwe stało się nowe otwarcie w zakresie budowy okrętów myśliwskich USA. Miało to tym większe znacznie, że US Navy nie była do końca zadowolona z okrętów typu Los Angeles (688). Duża część środowiska oficerów floty podwodnej uważała bowiem, że stanowiące jej trzon okręty 688 stanowią pokłosie skostniałego sposobu myślenia Dowództwa Systemów Morskich (NAVSEA) i była przekonana o wyższości nad nimi okrętów radzieckich.

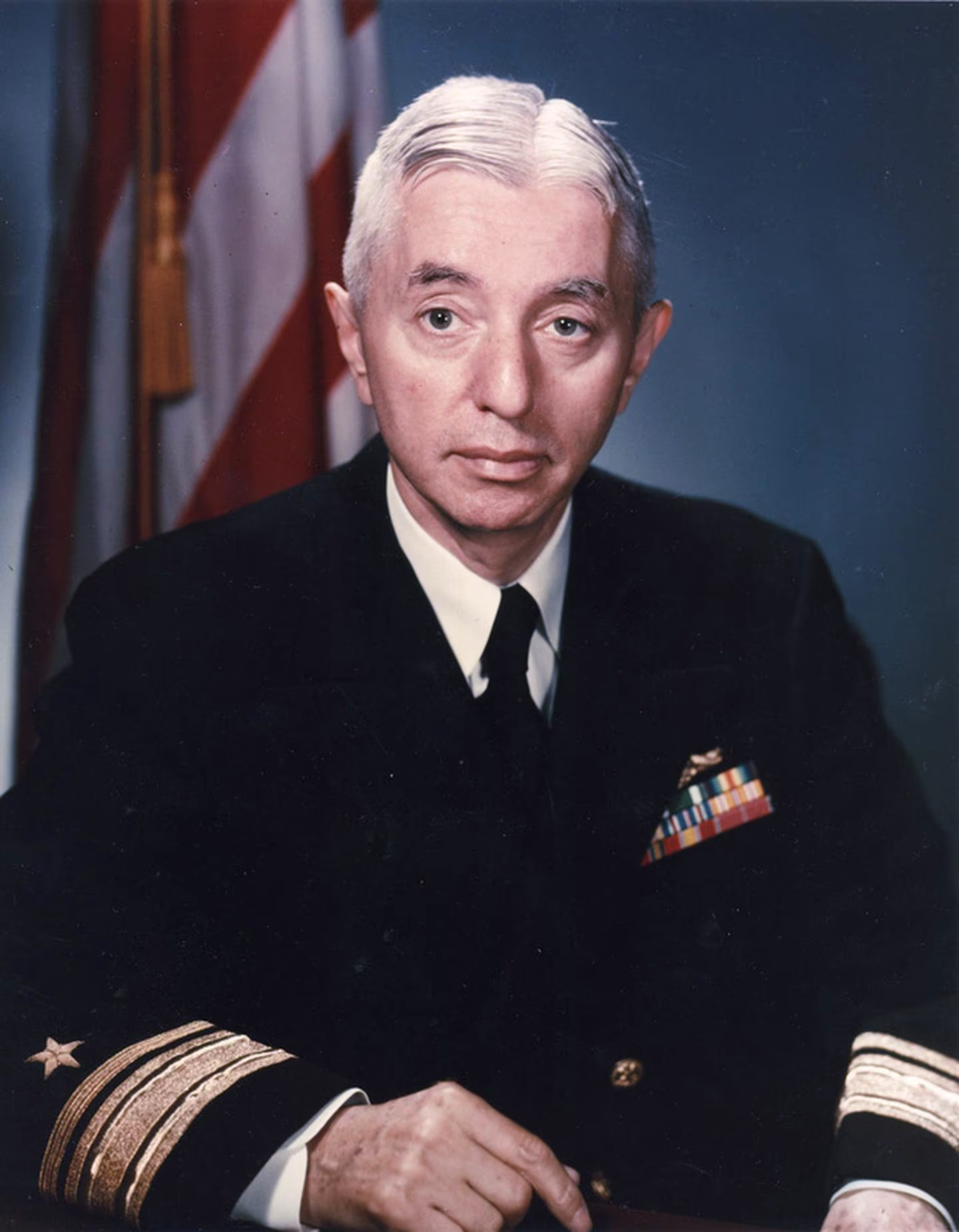
Hyman Rickover

W tym samym czasie zmieniła się też strategia morska US Navy. Istotniejszego znaczenia nabrały „gry wojenne” zamiast statycznych kalkulacji, zaś rozwój floty – w tym okrętów podwodnych – zmierzał do zapewnienia im możliwości bojowych pozwalających na realizację strategii opracowanych na podstawie gier. W tym samym czasie luźno związana z reaktorem D1W konstrukcja nowego reaktora była wystarczająco dojrzała, aby skierować go do produkcji. Bliski ukończenia był także program nowego rakietowego pocisku przeciwpodwodnego Sea Lance, w zaawansowanym stadium rozwojowym znajdował się również dwuantenowy sonar dziobowy, a także holowane anteny sonarów.
Pierwotnie postanowiono zrezygnować z podjętych już prac nad nowym typem okrętu, decydując się na znaczącą modernizację istniejącego typu 688. Po mianowaniu jednak w 1982 roku na szefa operacji morskich admirała James D. Watkinsa – pierwszego na tym stanowisku oficera atomowych okrętów podwodnych – idea okrętu nowej generacji otrzymała silne wsparcie. Nie bez znaczenia okazało się także wsparcie dla marynarki wojennej prezydenta Ronalda Reagana, który zdecydował się na przebudowę US Navy i zaakceptował plan „600 okrętów”, z trzonem w postaci lotniskowców, pancerników i atomowych okrętów podwodnych, w tym 90 do 100 atomowych – myśliwskich okrętów podwodnych.
W celu ustalenia odpowiednich założeń nowych okrętów NavSea przeprowadziło serię studiów, po czym zleciło opracowanie wstępnego projektu zespołowi złożonemu z przedstawicieli NavSea oraz stoczni Electric Boat i Newport News. Podstawowym założeniem konstrukcyjnym nowego programu Submarine for the 21st Century był ekstremalnie niski poziom wytwarzanych przez nowe okręty szumów. Projektowane okręty otrzymać też miały nową generację systemu zarządzania walką, nowe wyrzutnie oraz sensory. Już w trakcie prac nad wstępnym projektem pierwszego okrętu, Marynarka powołała grupę oficerów i inżynierów pod nazwą Group Tango, która w tajnym raporcie określiła siedem szczegółowych wymagań, jakie powinny spełniać nowe okręty. Wymagania te dotyczyły:
- prędkości,
- głębokości,
- wyrzutni torpedowych,
- ładunku broni,
- łatwości działania w warunkach arktycznych,
- emisji szumów oraz
- efektywności systemów sonarowych.

W wyniku przeprowadzonych prac konstrukcyjnych, osiągnięto trzy z siedmiu założonych celów, tj. dotyczące zdolności arktycznych, redukcji szumów oraz efektywności sonarów, w pozostałych natomiast zakresach – według źródeł US Navy – osiągnięto określone raportem Grupy Tango wymagania minimalne. Między innymi zdecydowano się obniżyć nieco maksymalną prędkość okrętu, celem uzyskania większego stopnia wyciszenia jednostki, zwłaszcza zaś większej prędkości taktycznej. Ostatecznie sekretarz Lehman zaakceptował przedstawioną koncepcję i zaczął zmierzać do konstrukcji pierwszego okrętu – prototypowego dla nowego typu – w planach finansowych na rok 1989. Jak oczekiwano, koszt pierwszego – prototypowego – okrętu miał się zamknąć kwotą 1,6 mld dolarów, przy koszcie piątej jednostki już tylko około 1 mld.

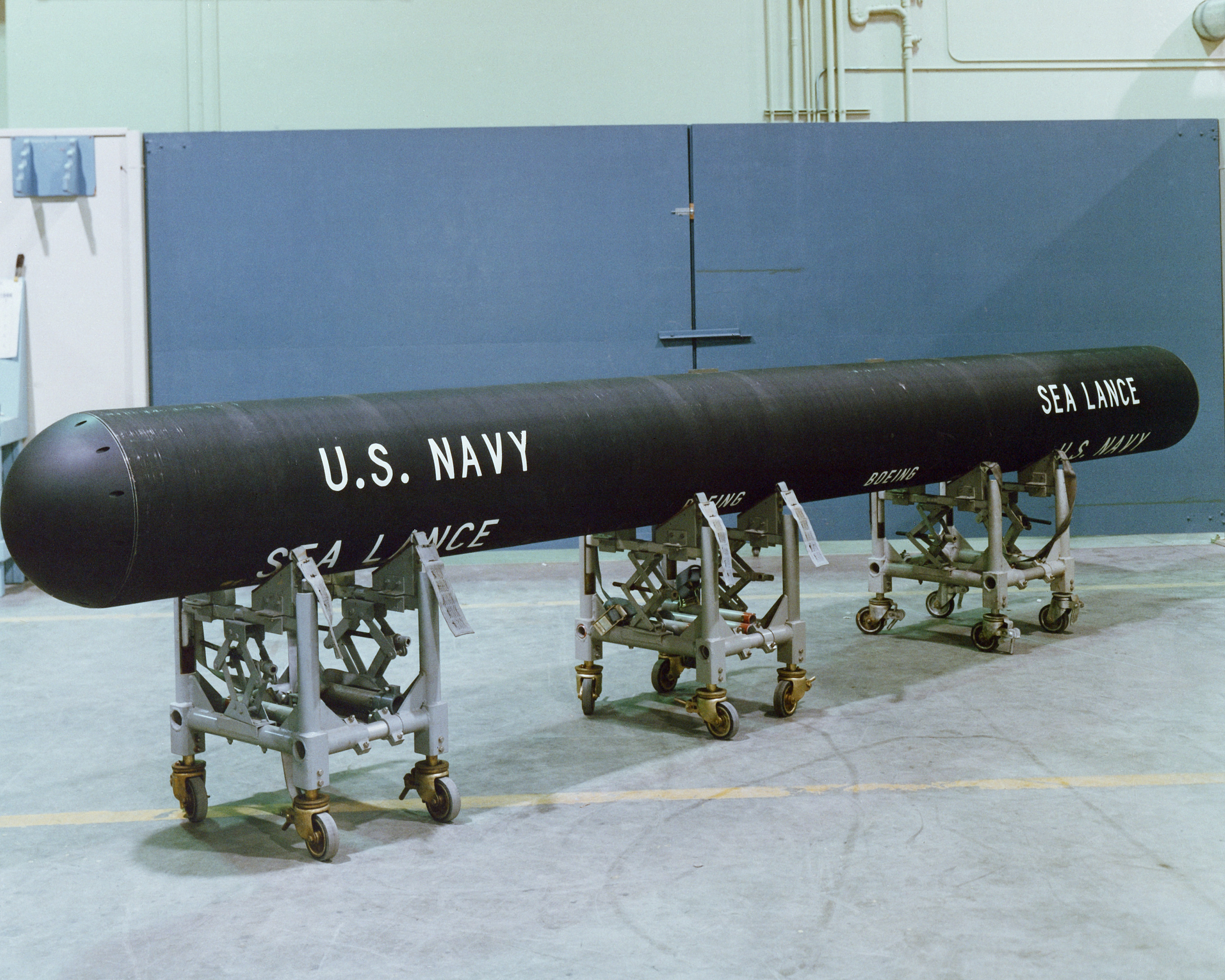
Kapsuła podwodna pocisku Sea Lance

Projekt nowego okrętu całkowicie odpowiadał opracowanej strategii walki w radzieckich bastionach. W celu związania walką radzieckich okrętów myśliwskich ochraniających okręty balistyczne, amerykańskie okręty nowego typu miały przeprowadzać ataki okresowo, ściągając na siebie uwagę radzieckich sił przeciwpodwodnych, po czym, wykorzystując ponad dwukrotną przewagę swojej prędkości taktycznej, unikać ataku i przystępować do kontrataku. Krytycznym parametrem nowych okrętów była ich prędkość taktyczna, rozumiana jako maksymalna prędkość okrętu podwodnego, przy której może on wykryć okręty podwodne przeciwnika, samemu pozostając niewykrytym. Według ocen zarówno amerykańskiego wywiadu marynarki (US Navy Intelligence), jak też doświadczeń wynikających z kontaktów z radzieckimi jednostkami na morzu, okręty Związku Radzieckiego były dobrze wyciszone, jednakże jedynie przy niskich prędkościach. W sytuacji natomiast, gdy miały się przemieszczać z wyższą, użyteczną prędkością, były relatywnie łatwe do wykrycia, śledzenia i trafienia. 
Z drugiej strony, rezultaty jakie udało się osiągnąć przy opracowaniu nowych technologii wyciszania amerykańskich okrętów, skutkujące podniesieniem prędkości taktycznej do 20–25 węzłów, prowadziły do niemal bezgłośności nowych okrętów przy prędkościach operacyjnych. Sytuacja taka, zgodnie z amerykańską strategią, musiała doprowadzić do częstszego korzystania przez radzieckie okręty z ich sonarów aktywnych, co jeszcze bardziej ułatwiać miało amerykański atak. Innym podstawowym założeniem strategii, której podporządkowana była konstrukcja nowych okrętów, było szerokie wykorzystywanie broni typu standoff, czyli uzbrojenia pozwalającego atakować przeciwnika, przy pozostawaniu samemu poza zasięgiem jego broni. Temu celowi służyć miało wyposażenie okrętów w rakietowe pociski Sea Lance w odmianach z termojądrową głowicą W89 o mocy 200 kiloton oraz – w późniejszym czasie – torpedą Mark 50 ALWT. Z czasem, gdy dla administracji prezydenta Reagana stawało się coraz bardziej oczywiste, iż ryzyko konfliktu nuklearnego maleje, konwencjonalna wersja Sea Lance z torpedą stała się wersją podstawową, aż w końcu cały program tego pocisku został w roku 1990 anulowany w ramach cięć wydatków zbrojeniowych.
Kongres przeznaczył środki finansowe na budowę pierwszego okrętu typu w roku budżetowym 1989/1990, oraz dwóch kolejnych na rok 1991/1992.

## Batalia o Seawolf
Aby wypełnić zadanie posiadania 100 okrętów podwodnych określonych planem 600 okrętów, marynarka wojenna planowała pierwotnie wprowadzać do służby trzy okręty typu SSN-21 rocznie. Wokół tych jednostek wywiązała się jednak swoista batalia polityczna, w której podstawowymi argumentami podnoszonymi przeciwko typowi Seawolf był koszt tych jednostek oraz nie do końca zgodne z pierwotnymi założeniami osiągnięcia programu badawczo-konstrukcyjnego. W sporządzonym dla Departamentu Obrony tajnym studium podniesiono m.in., że koszt budowy trzech jednostek SSN-21 rocznie równy jest kosztowi budowy siedmiu jednostek typu Los Angeles, który wprawdzie nie dysponuje takimi możliwościami bojowymi jak typ SSN-21, jednakże trzy okręty SSN-21 mogą przenosić łącznie 150 jednostek broni, podczas gdy siedem okrętów 688 przenosi ich 259. Stwierdzono również, że Seawolf nie jest do końca tym, czego spodziewano się po nowym typie jako broni przeciwpodwodnej, choć studium nie zaprzeczało temu, iż SSN-21 jest najlepszym typem okrętu walki podwodnej, jaki Stany Zjednoczone kiedykolwiek skonstruowały. Studium zostało zakwestionowane przez najwyższe dowództwo US Navy, jednakże sprawa dotarła do Kongresu USA, prezydenta Reagana i prasy. Kiedy program SSN-21 był rozpoczynany, marynarka planowała wnosić do Kongresu o środki finansowe na budowę jednej jednostki w roku budżetowym 1988–1989, dwóch w roku budżetowym 1990–1991 oraz trzech w każdym z następnych lat aż do 29 okrętów.
Budowa pierwszego okrętu typu SSN-21 została autoryzowana w roku budżetowym 1989 (1989/1990), lecz trwające rok problemy techniczne i administracyjne oraz wzrost kosztów programu spowodowały anulowanie przez Senacką Komisję Sił Zbrojnych (Senate Armed Services Committee) wszelkich środków na okręty SSN-21 na rok budżetowy 1990 (1990/ 1991) i asygnowanie w zamian funduszy na dwa dodatkowe okręty typu 688. Po interwencji wysoko postawionych osób cywilnych oraz admirałów, Komisja Sił Zbrojnych Izby Reprezentantów zatwierdziła fundusze na dodatkowy okręt typu Seawolf. W ten sposób US Navy otrzymała fundusze na drugi z zaplanowanych okrętów nowego typu.

Richard „Dick” Cheney

Po przeprowadzeniu zakończonego 13 sierpnia 1990 roku głębokiego przeglądu programu przez sekretarza obrony w administracji George’a H.W. Busha – Richarda Cheneya – zmniejszono skalę programu Seawolf, postanawiając, iż co roku finansowana będzie budowa 1,5 okrętu, zamiast planowanych trzech. Przy przewidywanym trzydziestoletnim okresie używania jednostek, oznaczało to zmniejszenie liczby myśliwskich okrętów podwodnych w planie 600 okrętów ze 100 do 45.
Wraz z rozpadem Związku Radzieckiego w 1991 roku zmniejszono liczbę budowanych okrętów typu Trident (Ohio) do 18 jednostek. Przy redukcji wielkości produkcji SSN-21 zrodziło to obawy, iż tylko jedna stocznia będzie budować okręty podwodne. W momencie rozpoczynania budowy SSN-21 stocznia Electric Boat w stanie Connecticut była w trakcie budowy zarówno okrętów typu 688, jak i Trident. Natomiast stocznia Newport News w Wirginii budowała okręty 688 oraz lotniskowce o napędzie jądrowym i statki komercyjne. W związku z wysokim stopniem specjalizacji stoczni Electric Boat (wyłącznie okręty podwodne – brak innych kontraktów), marynarka postanowiła powierzyć tej stoczni cały program okrętów typu Seawolf. Newport News, nie zgadzając się z tą decyzją, wystąpiła na drogę sądową przeciwko US Navy, jednakże marynarka obroniła przed sądem swoją decyzję i stocznia Electric Boat mogła rozpocząć budowę jednostki prototypowej tego typu – USS „Seawolf”. Przegrana w tej batalii oznaczała, iż za kilka lat – po zakończeniu programu 688 – stocznia Newport News zostanie bez jakiegokolwiek kontraktu na budowę okrętów podwodnych, a liczba stoczni budujących okręty podwodne dla marynarki spadnie z siedmiu w roku 1960 do jednej.
Kłopoty z finansowaniem i budową okrętów typu Seawolf nie kończyły listy problemów jednostek tej klasy. W trakcie budowy USS „Seawolf” odkryto znaczne ilości wad spawów kadłuba. Problem zidentyfikowano po raz pierwszy w czerwcu 1991 roku, kiedy okazało się, iż spawy kadłuba ulegają zbyt szybkiemu – jak na zastosowany do spawów rodzaj stali węglowej – ochładzaniu, na skutek czego połączenia były kruche. W rezultacie wszystkie dotychczasowe spawy musiały zostać wymienione, co spowodowało znaczny wzrost kosztów oraz opóźnienie programu budowy. Na wzrost kosztów programu Seawolf wpływ miał także fakt, iż w 1991 roku Electric Boat rozpoczęła budowę ostatniego okrętu typu Trident, a w 1993 roku typu 688i. Po zakończeniu tych programów okręty typu SSN-21 były jedynymi jednostkami budowanymi w tej stoczni, co zwiększało koszty ogólne stoczni dźwigane przez program Seawolf. 
Wraz z końcem zimnej wojny w 1992 roku sekretarz obrony Cheney ogłosił anulowanie całego programu Seawolf, ukończony miał zostać jedynie jeden okręt – USS „Seawolf”, zaś fundusze przeznaczone na budowę bliźniaczych jednostek SSN-22 i SSN-23 miały być cofnięte. Postanowiono także, iż marynarka nie zamówi żadnego nowego okrętu podwodnego aż do roku 1997, kiedy wdrożyć miano program nowego niskobudżetowego okrętu podwodnego. Po objęciu w styczniu 1993 roku urzędu prezydenta, Bill Clinton podtrzymał decyzję poprzedników o zakończeniu programu Seawolf na jednym okręcie, jednakże polityczny nacisk w Kongresie reprezentantów stanu Connecticut oraz stanów sąsiednich wymusił przyznanie na rok budżetowy 1991 środków na SSN-22, a na rok 1992 na okręt SSN-23. Organizujący lobbing w Kongresie admirał DeMars argumentował, iż w budowę SSN-23 zostało do tej pory zaangażowane 1,5 mld dolarów, istnieje jedynie potrzeba wyasygnowania dodatkowej kwoty w takiej samej wysokości. Kongres uległ lobbingowi i zaakceptował plan budowy trzeciego okrętu, określając jego szacunkowy koszt na 3 miliardy dolarów, częściowo z obawy o możliwość upadku amerykańskiego przemysłu okrętów o napędzie jądrowym. Jak bowiem zauważono, pokój nie będzie trwał wiecznie, a likwidacja tej gałęzi przemysłu byłaby zbyt wielkim poświęceniem. Ograniczenie, a następnie anulowanie programu SSN-21, spowodowało jednak rozpoczęcie nowego programu okrętu o przystępniejszej cenie pod nazwą Centurion, który w przyszłości przerodził się w program o oficjalnej nazwie New Attak Submarine (NSSN). Okrętem prototypowym nowego typu została zwodowana 16 sierpnia 2003 roku, USS „Virginia”, zaś trzy okręty typu Seawolf pozostały wyspecjalizowanym reliktem zimnej wojny.

## Konstrukcja

### Wyciszenie

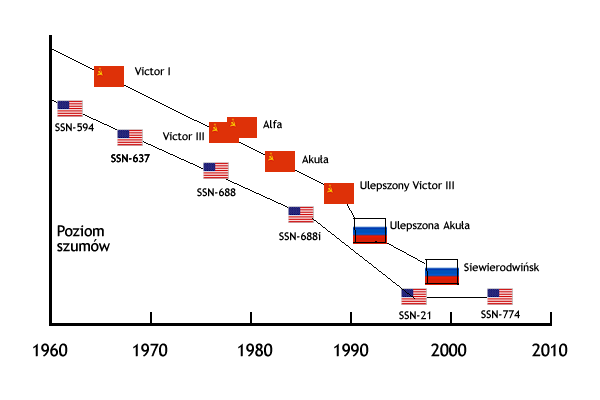
Porównanie poziomu szumów okrętów SSN-21 z innymi typami jednostek

W trakcie zimnej wojny marynarka wojenna Stanów Zjednoczonych utraciła przewagę nad flotą radziecką w zakresie prędkości oraz dopuszczalnej głębokości zanurzenia okrętów podwodnych. Przez cały jednak czas priorytetem US Navy były jak najlepsze parametry stealth, w szczególności stopień wyciszenia jednostek, a prymatu w tej dziedzinie nigdy nie utraciła. Dowództwo US Navy wychodziło bowiem z założenia, iż torpeda zawsze wyprzedzi okręt podwodny, zawsze też będzie w stanie zejść w ataku głębiej niż jej cel. Nie będzie jednak w stanie zniszczyć go, jeśli nie będzie w stanie go zlokalizować bądź śledzić. Mniejszy poziom szumów własnych okrętu daje podwójną korzyść – okręt jest trudniejszy do wykrycia, a własne sensory akustyczne są bardziej wrażliwe na szumy okrętów przeciwnika.
Zastosowana na okrętach typu Seawolf siłownia z reaktorem wodnym ciśnieniowym (PWR) S6W pozwala tym okrętom na osiągnięcie prędkości 35 węzłów, jednakże ich prędkość taktyczna wynosi 20 węzłów. Niektóre źródła określają jednak tę prędkość na 25 węzłów. Dla porównania: szacowana prędkość taktyczna okrętów konstrukcji radzieckiej wynosiła w tamtym czasie maksymalnie sześć do ośmiu węzłów, zaś prędkość taktyczna amerykańskich okrętów typu 688 wynosi nieco ponad 10 węzłów. Poziom szumów okrętu został sprowadzony do poziomu niższego, niż miał jakikolwiek wcześniejszy amerykański okręt podwodny. System napędowy tych okrętów jest dziesięciokrotnie cichszy w każdym zakresie prędkości niż system napędowy okrętów 688i oraz siedemdziesięciokrotnie cichszy od pierwszej generacji okrętów Los Angeles. Jak ocenił admirał Bruce DeMars, Seawolf przy prędkości taktycznej jest cichszy niż okręty typu Los Angeles, stojąc przy nabrzeżu. W rzeczywistości emitowana do otoczenia przez okręty typu Seawolf energia akustyczna jest mniejsza niż kilka watów niezbędnych do zajarzenia żarówki. Według ówczesnych informacji udzielanych przez marynarkę Kongresowi USA, w zakresie poziomu szumów okrętu osiągnięto najbardziej restrykcyjne wymagania, a technologia radziecka jest spóźniona w tej dziedzinie względem nowego typu o ok. pięciu do dziesięciu lat.
Na osiągnięcie tak dobrych rezultatów wyciszania złożyło się wiele zastosowanych przy budowie okrętów technologii, związanych zarówno z hydrodynamiką okrętu, jak też z największym źródłem dźwięku na okręcie podwodnym – jego systemem napędowym.
Typ Seawolf był drugim amerykańskim typem okrętów podwodnych, na których zastosowano zewnętrzną powłokę anechoiczną (anechoic coatings) kadłuba okrętu, noszącą nazwę Special Hull Treatments, która tłumi dźwięki z wnętrza okrętu oraz pochłania dużą część fali dźwiękowej pochodzącej z sonarów aktywnych wrogich jednostek, pozostałą zaś część tej fali w dużym stopniu rozprasza. Powłoka ta po raz pierwszy znalazła zastosowanie na pierwszym okręcie typu 688i „San Juan”. Geneza tej technologii sięga czasów II wojny światowej w Niemczech, gdzie była znana pod nazwą Alberich. Alberich był warstwą cienkiej, około czteromilimetrowej gumy, która o 15% rozmazywała echo odbicia w zakresie 10–18 kHz, nie na każdej jednak głębokości zanurzenia. Po wojnie technologia ta była traktowana na Zachodzie jako pewna ciekawostka, a gdy w latach siedemdziesiątych XX wieku podobną technologię zaczęli stosować radzieccy konstruktorzy okrętów podwodnych, to odpadające od kadłubów płytki powłoki stały się nawet przedmiotem żartów wśród zachodnich analityków. Sowieci jednak poprawili technologię, płytki przestały odpadać, a powłoka przestała być przedmiotem żartów, gdy okazało się, że jest jednym z powodów, dla których radzieckie okręty stały się trudniejsze do wykrycia. Jak stwierdzono w fachowym czasopiśmie Submarine Review w 1983 roku, powłoka anechoiczna utrudnia także samonaprowadzanie się na cel torped, które w fazie terminalnej używają wbudowanego w nie sonaru aktywnego. Stwierdzono, że może to zmusić okręty amerykańskie do podpływania na bliższą odległość do okrętów radzieckich celem ich dokładniejszego namierzenia lub używania w tym celu okrętowych sonarów aktywnych. Żadna z tych alternatyw nie była atrakcyjna dla United States Submarine Force. 
Wobec takiego obrotu sytuacji, zachodnie marynarki postanowiły pójść droga radziecką i przełamać prymat ZSRR w zakresie tej technologii. Uruchomiono program intensywnych prac, a ich wyniki były tak tajne, że gdy w 1988 roku zorganizowano w Londynie konferencję Underseas Defence Technology, na której zamierzano zaprezentować uzyskane według własnych technologii płytki poszycia anechoicznego, agenci służb bezpieczeństwa zarekwirowali je. O znaczeniu powłoki wykonanej z takich płytek świadczy fakt, iż radzieckie czy rosyjskie płytki o wymiarach ok. 85,34 cm x 91,4 cm i grubości 10,16 cm zastosowane na okrętach typu Akuła (projekt 971) i Sierra (projekt 945) zmniejszają sygnaturę akustyczną tych jednostek o wartość 10 do 20 dB. W zakresie zaś częstotliwości pracy amerykańskiego sonaru AN/BQQ-5 zapewniają zmniejszenie możliwości detekcji o 25 do 50%.
Jednym z najważniejszych elementów okrętu, zwiększającym jakość akustycznego stealth, jest jego system napędowy, pozbawiony klasycznej śruby zastąpionej przez pędnik strumieniowy, co znacznie redukuje szumy powstające na skutek występującego na niewielkich głębokościach zjawiska kawitacji, jak również innych czynników dźwiękotwórczych. Obok pędnika istotną rolę pełnią elementy izolacyjne tłumiące drgania elementów siłowni okrętu, a także związany z nimi komputerowy system aktywnego tłumienia drgań elementów okrętu. Nie są publicznie znane informacje na temat tego systemu, jednakże według szacunków analityków dotyczących podobnego systemu zastosowanego w radzieckich okrętach balistycznych (przenoszących pociski balistyczne) projektu 667BDRM (NATO: Delta IV), może on redukować poziom hałasu nawet o 40 dB. Biorąc pod uwagę wyższy stopień zaawansowania amerykańskich technologii komputerowych, redukcja szumów tym sposobem w przypadku okrętów SSN-21 może być jeszcze większa. O jakości systemu wyciszenia tych okrętów świadczy również fakt, iż jednym z podstawowych założeń konstrukcyjnych pierwszego postzimnowojennego typu okrętów, opracowywanego w ramach programu New Attack Submarine – NSSN (Virginia), było stworzenie konstrukcji dorównującej pod tym względem okrętom Seawolf. Cel ten udało się wprawdzie osiągnąć, jednakże kosztem mniejszej prędkości maksymalnej.

### Kadłub

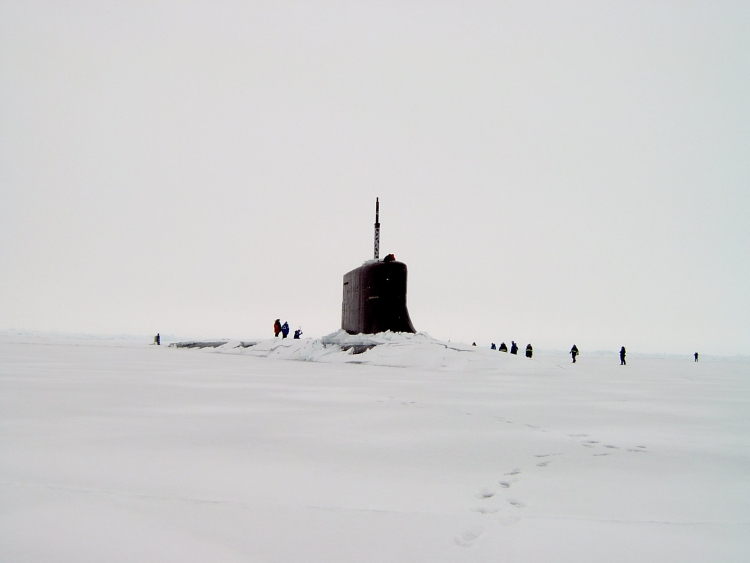
Kiosk USS „Connecticut” po przebiciu pokrywy lodowej

Marynarka wojenna USA rozważała użycie do budowy kadłuba specjalnej stali HY-130, jednakże wczesne trudności z obróbką tak twardych materiałów spowodowały, iż zdecydowano się na użycie nieco mniej wytrzymałej stali HY-100, której z tych samych powodów nie udało się wcześniej zastosować na okrętach typu Los Angeles. W celu umożliwienia jednostkom bezpiecznego przebijania paku lodowego w rejonach arktycznych, będących podstawową areną ich działań, okręty SSN-21 otrzymały one wzmocnioną strukturę kiosku. Podobnie też jak w okrętach 688i (inaczej niż w nieprzystosowanych do operacji podlodowych 688), do głównej bryły kadłuba przeniesiono chowane w jego wnętrzu stery głębokości.
Zastosowanie stali HY-100 ponownie pozwoliło okrętom podwodnym US Navy bezpiecznie operować na głębokości 400 metrów, po okresie zachowawczej polityki konstrukcyjnej okrętów spowodowanej katastrofą „Threshera”. Wtedy to Naval Sea Systems Command ograniczyła dopuszczalne głębokości operacyjne i żaden z budowanych typów okrętów pomiędzy Permit i Seawolf nie mógł zanurzać się na takie głębokości. Osiągnięcie technologicznej zdolności do masowej obróbki stali tak wytrzymałej jak HY-100 umożliwiło jednak marynarce powrót na tę głębokość, przy zachowaniu wysokiego stopnia bezpieczeństwa okrętów i załóg. Dopuszczalna głębokość zanurzenia nie jest jednak uwarunkowana wyłącznie twardością i wytrzymałością stali. Wpływ na wytrzymałość kadłuba ma bowiem również jego konstrukcja, jakość wykonania oraz kształt. Stąd też, mimo że oficjalnie podawana przez US Navy głębokość zanurzenia testowego tych okrętów wynosi 243,84 m, według niektórych źródeł sięga 487,68 m, inne zaś wskazują na głębokość 610 metrów.

### Napęd
W celu osiągnięcia jak najniższego poziomu szumów, zamiast klasycznego napędu ze śrubą zastosowano pędnik strumieniowy podobny do zastosowanego wcześniej na brytyjskich okrętach typu Trafalgar. Przed zainstalowaniem tego typu napędu na okrętach typu Seawolf, przetestowano go przez zainstalowanie na okręcie typu Los Angeles – USS „Cheyenne”. Napęd tego rodzaju jest znacznie cichszy od klasycznej śruby okrętowej, a przy tym bardziej sprawny, co oznacza, że przy mniejszej średnicy wytwarza taką samą siłę ciągu. Konstruktorzy radzieccy mieli na ten temat zupełnie odmienne zdanie, uważając, iż tego typu napęd jest mniej wydajny od klasycznej, aczkolwiek zaawansowanej śruby.
W celu opracowania pędnika dla SSN-21 US Navy skonstruowała w San Antonio w Teksasie mierzący 27,12 m długości bezzałogowy model nazwany Large Scale Vehicle (LSV) („Kokanee” LSV) o wyporności 150 ton, napędzany zasilanym przez baterie silnikiem elektrycznym o mocy 3000 KM. Model ten został przetransportowany do głębokiego i cichego jeziora w stanie Idaho, gdzie poddano go testom z czternastoma różnymi rozwiązaniami napędu. Zadaniem testów było znalezienie optymalnego rozwiązania z punktu widzenia sprawności, łatwości budowy, odporności na uszkodzenia w walce oraz wyciszenia. W 1988 roku zastępca dyrektora agencji DARPA przekazał komisji Kongresu informację, iż wybrane w wyniku badań rozwiązanie zmniejsza szumy napędu o 10 dB. Ta informacja wydaje się jednak zbyt konserwatywna, gdyż jak wykazały szacunki poczynione w Szwecji i przedstawione na konferencji U'92, rozwiązanie to musiało zmniejszyć szumy napędu o co najmniej 20-30 dB, a może nawet do 40 dB w zależności od liczby zastosowanych płatów wirnika. Obok napędu głównego okręty tego typu dysponują także napędem rezerwowym opartym na silniku Westinghouse.

## Systemy walki i uzbrojenie

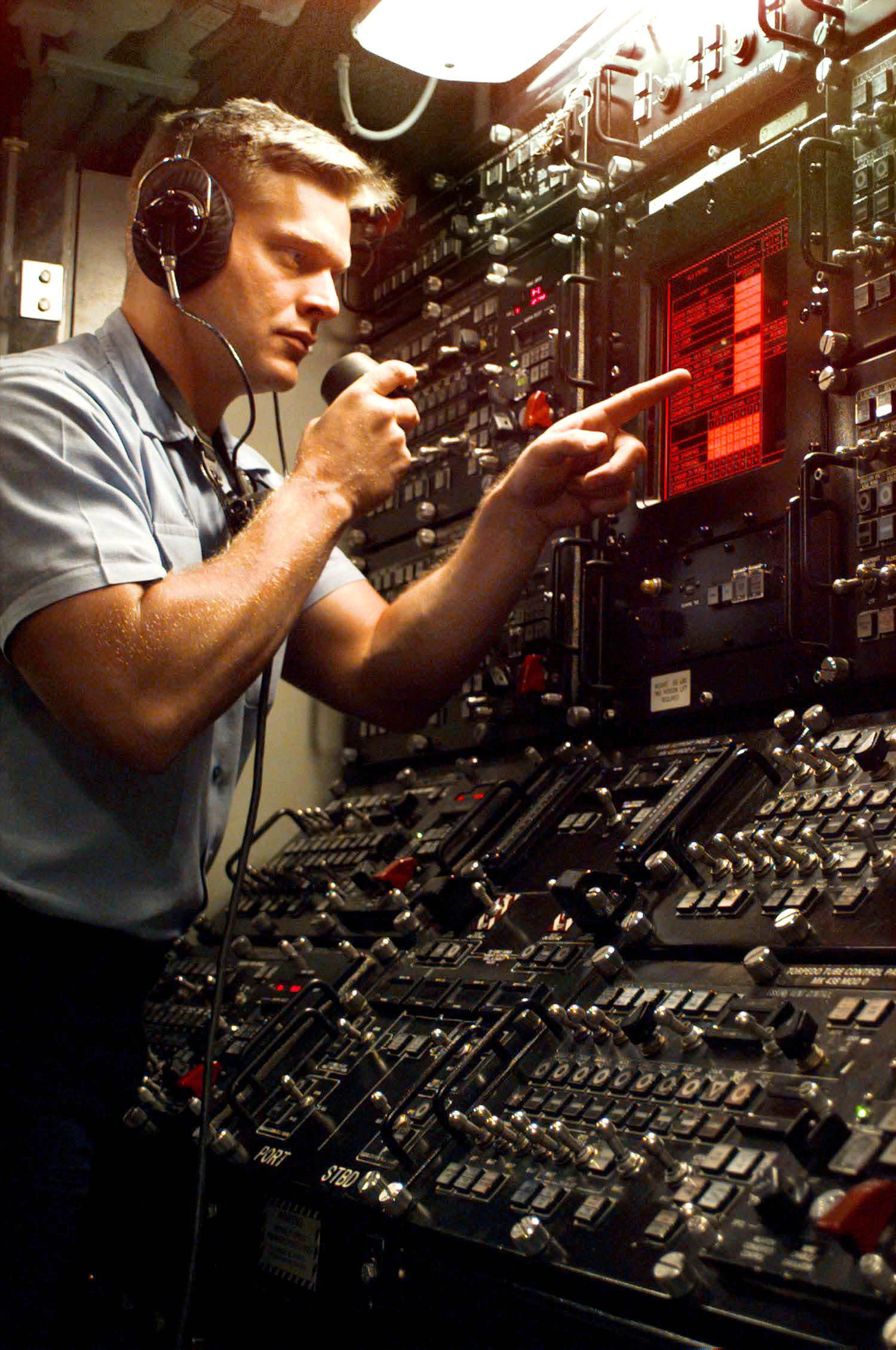
Fragment konsoli systemu zarządzania walką AN/BSY-2

Okręty typu SSN-21 wyposażono w system kontroli i zarządzania walką –  SUBACS (Submarine Advanced Combat System). Kiedy w latach osiemdziesiątych XX wieku zainicjowano program rozwoju tego systemu, był on planowany do instalacji zarówno na późnych okrętach Los Angeles, jak również na okrętach SSN-21. SUBACS integruje dziobowe sonary pasywne i aktywne, szeroki zakres pasywnych i aktywnych anten sonarów bocznych oraz zaawansowane sonary holowane okrętu. Pomimo wielu problemów natury technicznej (przede wszystkich w zakresie systemów komputerowych) oraz przekroczenia o ponad miliard dolarów budżetu prowadzonego przez IBM programu badawczo-konstrukcyjnego, ostatecznie system ten wdrożono na pokładach okrętów typu Los Angeles pod oznaczeniem AN/BSY-1, na okrętach SSN-21 zastosowano zaś jego bardziej zaawansowana wersję pod nazwą AN/BSY-2 Submarine Combat System System ten integruje zestawy sensorów i walki okrętu, zwłaszcza zaś aktywno-pasywny sonar BQQ-5D oraz aktywny BQS-24 MIDAS (umieszczony na szczycie kiosku sonar wykrywający miny i inne znajdujące się w wodzie przeszkody), zestaw anten sonarów holowanych TB-29A i TB-16 oraz zestaw szeroko zakresowych anten sonarów bocznych na burtach okrętu BQG-5D WAA (Wide-Aperture Array). Na typie SSN-21 po raz pierwszy udało się zastosować dwuelementowy system sferycznych sonarów dziobowych, z których jeden mniejszy pełni rolę aktywnego emitera sygnału akustycznego, drugi zaś – większy – jest pasywnym odbiornikiem. Zarówno własnych sygnałów odbitych od celu, jak i szumów otoczenia, w tym emisji dźwiękowej innych znajdujących się w wodzie obiektów. System zarządzania walką BSY-2 wspierany jest skonstruowanym przez Raytheon system zarządzania uzbrojeniem okrętu Mark 2 FCS (Fire Control System).

### Sea Lance
Pierwotnie w skład uzbrojenia okrętów tego typu wchodzić miały pociski rakietowe UUM-125 Sea Lance o zasięgu 185 km, wyposażone w głowicę termojądrową W89 o mocy 200 kt lub też lekką torpedę ZOP Mark 50 ALTW. Sam pocisk rakietowy umieszczony był w wodoszczelnej kapsule startowej, w której wystrzeliwany miał być z wyrzutni torpedowej. Po wystrzeleniu kapsuła miała wynurzyć się nad powierzchnię wody, gdzie następowało jej odrzucenie i uruchomienie napędzanego paliwem stałym rakietowego silnika marszowego pocisku. W pierwszej fazie lotu ku predefiniowanej przed wystrzeleniem pozycji celu, Sea Lance korzystał z nawigacji bezwładnościowej. W rejonie celu lub po wypaleniu paliwa rakietowego następowało oddzielenie się ładunku bojowego, który opadał do wody na spowalniającym lot spadochronie. W zależności od rodzaju tego ładunku głowica termojądrowa ulegała – po zanurzeniu na odpowiedniej głębokości – eksplozji bądź też uruchamiał się aktywny hydrolokator torpedy, prowadząc samodzielne poszukiwanie celu, a po jego zlokalizowaniu, naprowadzając na niego torpedę z głowicą o masie 45,35 kg i konwencjonalnym ładunkiem wybuchowym. Eksplozja głowicy nuklearnej W89 o mocy 200 kt zdolna była do zniszczenia każdego okrętu podwodnego znajdującego się w promieniu do 10 km.

### Mk 48 ADCAP
Pierwszoplanową misją okrętów typu Seawolf jest prowadzenie walki podwodnej, zwłaszcza zwalczanie okrętów podwodnych. Konstrukcja tych okrętów została oparta na założeniu, iż muszą być zdolne do przełamywania radzieckiej obrony podwodnej i prowadzenia długotrwałej walki z okrętami podwodnymi ZSRR na Morzu Barentsa i Morzu Ochockim, stąd przewidziano ich bardzo silne uzbrojenie torpedowe. Okręty SSN-21 zostały wyposażone w 8 wyrzutni torpedowych kalibru 26,5 cala (670 mm) na dwóch pokładach na dziobie okrętu oraz bardzo duży magazyn na ponad 40 torped, co wraz z torpedami w wyrzutniach daje liczbę ponad pięćdziesięciu torped lub wystrzeliwanych z wyrzutni torpedowych pocisków manewrujących TASM (Tomahawk Anti-Ship Missile) bądź Harpoon. Stanowi to fundamentalną zmianę dotychczas stosowanych wyrzutni o średnicy 21 cali (533 mm), wprowadzonych po raz pierwszy do okrętów typu S w 1920 roku. Na okrętach SSN-21 nie zastosowano do tej pory innych torped niż ulepszone Mark 48 ADCAP, jednakże większe wyrzutnie torpedowe stwarzają duży potencjał w tym zakresie na przyszłość. Wyposażenie Seawolf w tak duży arsenał broni przeciwokrętowych miało na celu zapewnienie tym okrętom możliwości pozostawania na pozycjach bojowych i walki przez długi czas po wejściu na wody arktyczne.
Mk 48 ma 292,5-kilogramową głowicę z możliwością detonacji zbliżeniowej albo kontaktowej. W przypadku ataku na jednostki nawodne, w celu zniszczenia głównej struktury okrętu, eksplozja zawartego w głowicy materiału wybuchowego następuje pod kilem celu. Oficjalnie Mark 48 rozwija prędkość 28 węzłów (51 km/h), być może jednak zdolna jest w rzeczywistości do rozwinięcia prędkości 40–55 węzłów. Prawdopodobnie również oficjalnie podawana maksymalna głębokość ataku: „większa niż 1200 stóp” (366 metrów) różni się od prawdziwej i wynosi w rzeczywistości 3000 stóp (914 metrów). Oficjalny zasięg torpedy „więcej niż 5 mil” (8 km), przy prawdopodobnych maksymalnych prędkościach 40 do 55 węzłów, wynosi jednak w rzeczywistości odpowiednio 40 km i 31 km.
Mk 48 ADCAP naprowadzana jest pasywnym i aktywnym systemem akustycznym, za obróbkę danych natomiast odpowiedzialne są najbardziej aktualne technologie elektroniczne. Zastosowano także najnowszy system zarządzania i kontroli oraz ulepszone sensory głowicy (Common Broadband Advanced Sonar System – CBASS), stanowiące odpowiedź na środki obronne stosowane przez stanowiące cele nowoczesne jednostki pływające przeciwnika. Kolejne ulepszenia ADCAP doprowadziły do zwiększenia głębokości ataku, zdolności do określania prędkości celu oraz opcji prędkości samego pocisku. Podniesiono także sprawność dostarczania paliwa, wytrzymałość pocisku oraz zdolności w zakresie zwalczania celów powierzchniowych. W celu naruszenia głównej struktury okrętu przeciwnika, przy ataku na cele powierzchniowe, eksplozja konwencjonalnej głowicy zawierającej materiał wybuchowy PBXN-103 następuje pod kilem celu.
Podobnie jak Mark 48, Mark 48 ADCAP może wykonywać zadanie bojowe w sposób zdalnie sterowany za pomocą rozwijanego kabla, samodzielnie naprowadzając się na cel bądź też łącząc te dwa sposoby. Po wystrzeleniu torpedy zainstalowane w jej kadłubie systemy komputerowe uruchamiają właściwe oprogramowanie wyszukiwania celu, zbierania informacji o nim oraz algorytmy zaawansowanych procedur ataku. Każda z wersji Mark 48 zdolna jest do wielokrotnego ponawiania ataków w razie nietrafienia celu.

## Jednostki
Pierwszy okręt tego typu (USS „Seawolf”) rozpoczął testy morskie w dniach od 3 do 5 lipca 1996 roku. W trakcie tych testów uległy zniszczeniu szerokozakresowe urządzenia sonarowe (częściowo z powodu wad konstrukcyjnych, częściowo zaś z powodu niezainstalowania do dnia rozpoczęcia testów jego powłoki dźwiękoszczelnej), co narażało czułe systemy sonarowe na warunki pracy, w jakich nie powinny być używane w trakcie normalnej służby.
|                             | Początek budowy      | Wodowanie       | Przyjęcie do służby | Herb |
| --------------------------- | -------------------- | --------------- | ------------------- | ---- |
| USS „Seawolf” (SSN-21)      | 25 października 1989 | 24 czerwca 1995 | 19 lipca 1997       |      |
| USS „Connecticut” (SSN-22)  | 14 września 1992     | 1 września 1997 | 11 grudnia 1998     |      |
| USS „Jimmy Carter” (SSN-23) | 5 grudnia 1998       | 13 maja 2004    | 19 lutego 2005      |      |

Obecny w trakcie testów na pokładzie Seawolfa admirał DeMars stwierdził, iż okręt poruszał się z prędkością większą niż jakikolwiek wcześniejszy amerykański okręt podwodny, a prasa sugerowała prędkość 40 węzłów, co jednak wydaje się mało prawdopodobne. Testy te odbyły się przed instalacją na okręcie powłoki dźwiękoszczelnej oraz zaawansowanego wyposażenia, w tym urządzeń pomiarowych, przez co nie spełniały wymaganych założeń standaryzacyjnych (dopuszczających okręt do służby). 

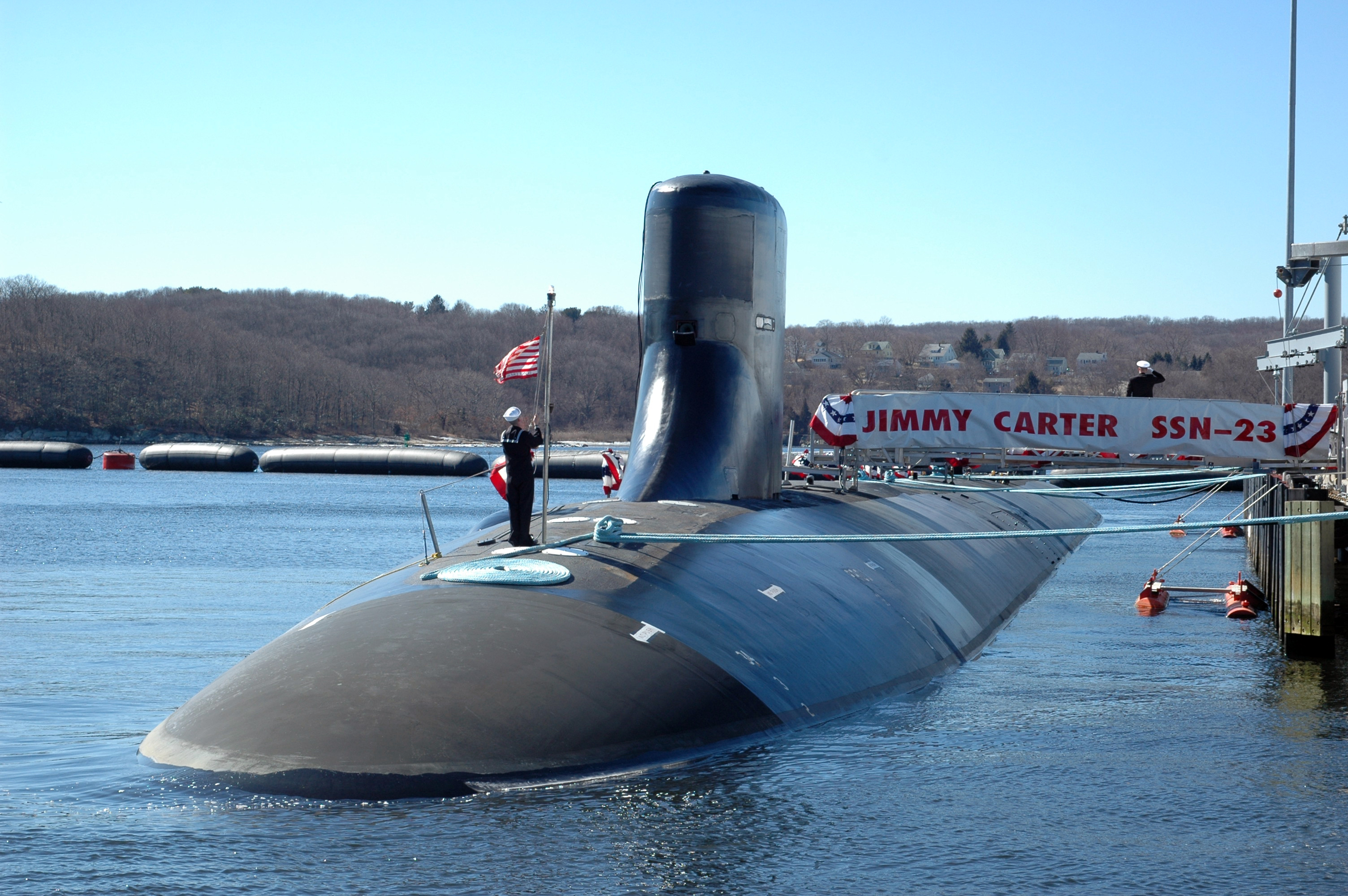
USS „Jimmy Carter”

 USS „Seawolf” wszedł do służby 19 lipca 1997 roku po trwającej osiem lat budowie, wciąż jednak nie był wolny od wad i stwarzał problemy, związane głównie z systemem powietrznym wysokiego ciśnienia, możliwościami startu pocisków Tomahawk, systemem napędowym oraz sonarami. Problemy te spowodowały, iż USS „Seawolf” wszedł do służby operacyjnej dopiero w roku 2001. Pierwszy patrol okręt odbył od czerwca do grudnia 2001 roku na północnym Atlantyku i Morzu Śródziemnym. Drugi okręt, USS „Connecticut”, został przyjęty w skład marynarki wojennej USA 11 grudnia 1998 roku, podobnie jednak jak „Seawolf” również musiał przejść przez proces wprowadzania poprawek i ulepszeń, nim wszedł do służby operacyjnej, jednakże w połowie roku 2001 odbył rejs arktyczny.
USS „Jimmy Carter” (SSN-23)
Proces konstrukcji trzeciego i ostatniego okrętu USS „Jimmy Carter” zapoczątkowano w 1995 roku, samą zaś budowę rozpoczęto trzy lata później, jako okrętu zdolnego do prowadzenia badań podwodnych i niesienia pomocy, w czym miał zastąpić USS „Parche”. Jego duży magazyn broni częściowo zamieniono na pomieszczenie dla marynarzy SEAL. Do służby wszedł dopiero w 2005 roku. Przejęcie przez USS „Jimmy Carter” zadań USS „Parche” wzbudziło kontrowersje, które do dziś nie zostały przez US Navy wyjaśnione. Okręt ma wprawdzie całe uzbrojenie i sensory typu SSN-21, jednakże biorąc pod uwagę zadania, jakie wykonywał „Parche”, zastąpienie go w nich przez SSN-23 oznacza zaangażowanie najlepszego okrętu bojowego US Navy w działalność badawczą i poszukiwawczo-ratunkową.
Przeprowadzona w stoczni Electric Boat kosztem 887 mln dolarów modyfikacja „Cartera” doprowadziła do zamontowania w nim zaawansowanej techniki służącej wykonywaniu operacji specjalnych, obserwacji taktycznej oraz operacji minowych. Według zapewnień amerykańskiego Departamentu Obrony, modyfikacja ta nie uszczupliła zdolności bojowej okrętu względem pozostałych jednostek tego typu. Skutkowała jednak wydłużeniem okrętu o 30 metrów oraz zwiększeniem pełnej wyporności o 2997 ton.

## Podsumowanie
W połowie lat osiemdziesiątych XX wieku oficjalny szacunek kosztów 29 zaplanowanych okrętów typu SSN-21 wynosił 38 miliardów dolarów. W 1999 roku jeden z oficerów amerykańskich okrętów podwodnych, z pełnym dostępem do źródeł marynarki i stoczni, oszacował koszt trzech okrętów typu Seawolf wraz z przedkonstrukcyjnym programem naukowo-badawczym i budową na kwotę niemal 16 mld dolarów. W czasie sporządzenia tej oceny żaden z trzech okrętów nie osiągnął jeszcze pełnej sprawności operacyjnej, a więc nie był to jeszcze ostateczny koszt. Suma ta jednak wskazuje, że – jeśli pominąć lotniskowce z napędem jądrowym – okręty te są najprawdopodobniej najdroższymi okrętami kiedykolwiek skonstruowanymi.
Pomijając jednak kwestię ceny, parametry podwodnego stealth, zaawansowanie techniczne, jakość i klasa wyposażenia okrętu – w tym systemu akustycznego – a także siła uzbrojenia okrętów typu Seawolf czynią te jednostki zdecydowanie najsilniejszymi z obecnie używanych okrętów podwodnych świata w zadaniach stricte myśliwskich. Ich przydatność jednak w warunkach relatywnego odprężenia w stosunkach z Rosją jest ograniczona, zaś rosnący chiński potencjał podwodny nie dorównuje jeszcze możliwościami nawet okrętom starszej, trzeciej generacji – typu Los Angeles